# Massacres de Liepāja

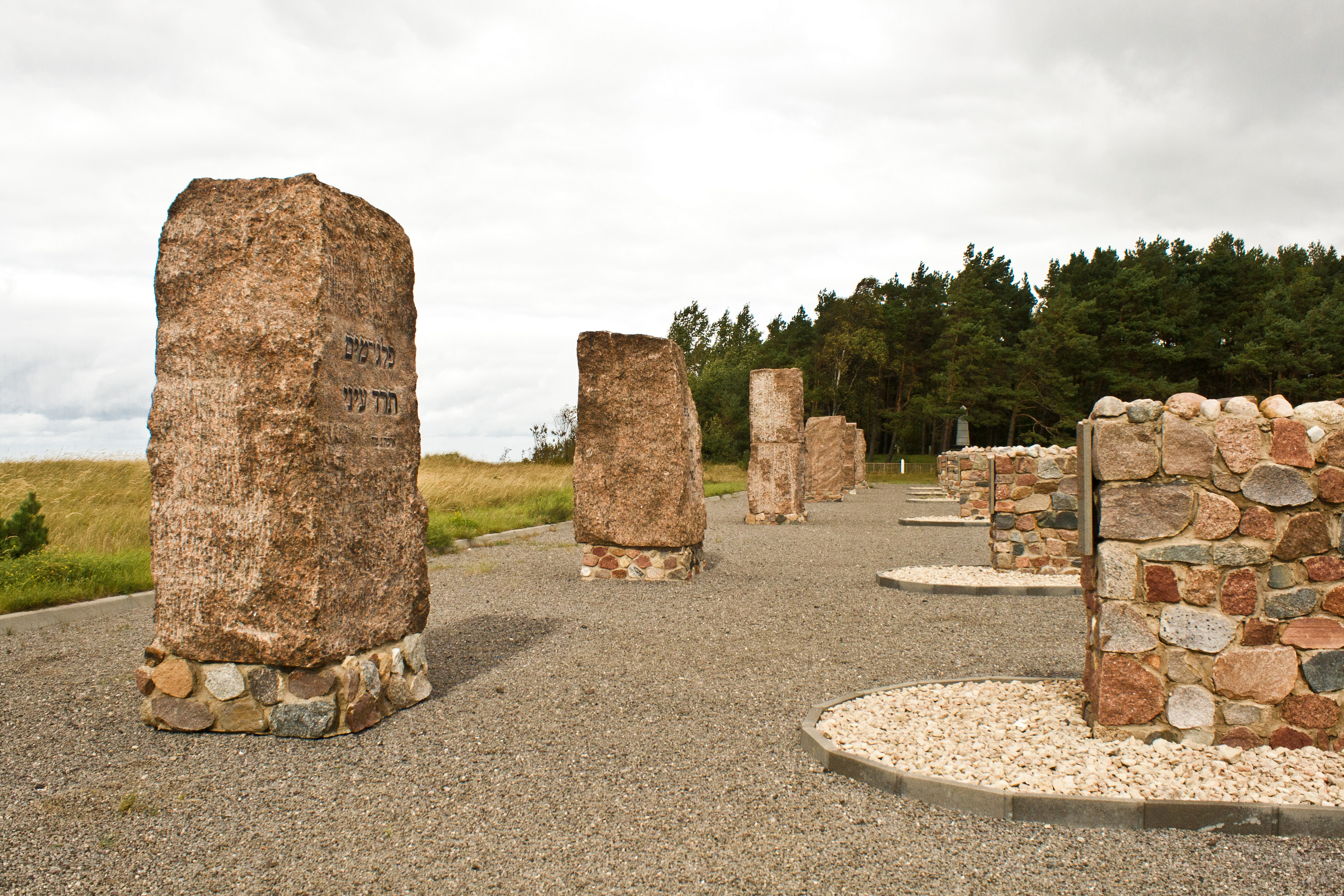
Mémorial sur le site des exécutions.

Les massacres de Liepāja sont une série d'exécutions de masse perpétrées lors de l'occupation de la Lettonie par l'Allemagne nazie. Beaucoup ont eu lieu en public ou partiellement en public, dans la ville de Liepaja (en allemand Libau) et aux environs, sur la côte ouest de la Lettonie, en 1941.

## Contexte

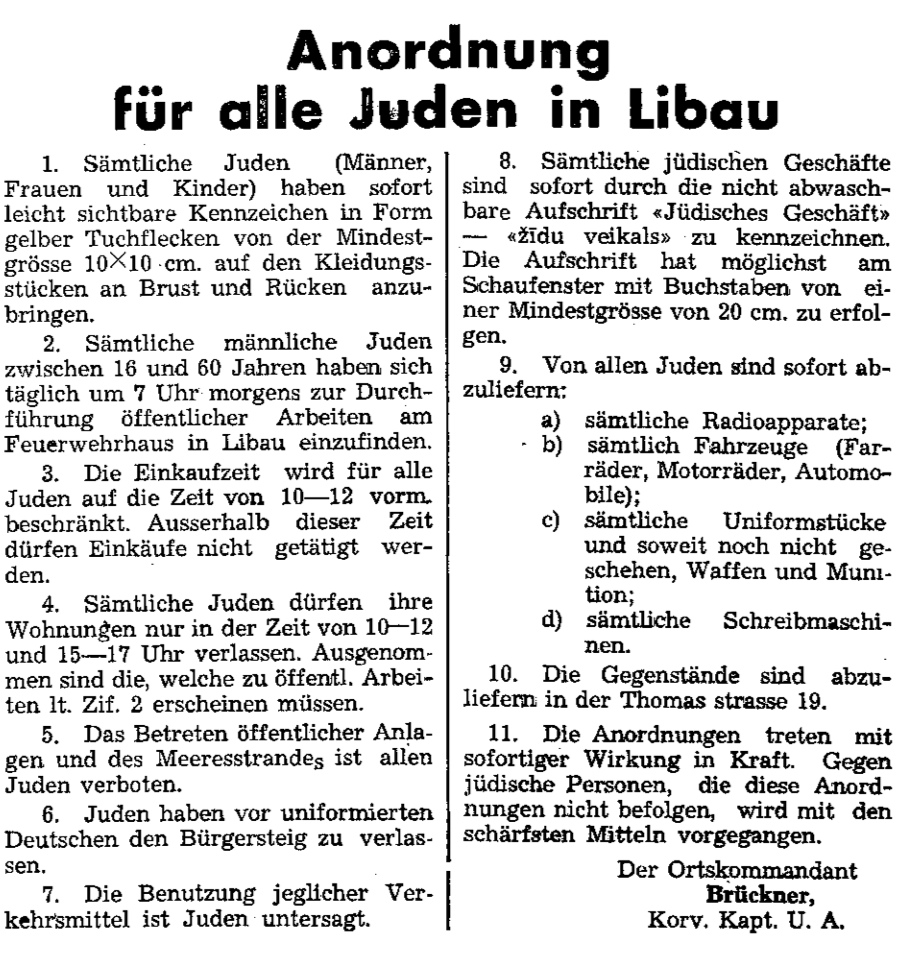
Ordres nazis contre les Juifs de Liepaja (Liban), dont le port d'une étoile jaune (janvier 1941).

## Auteurs
Les principaux auteurs étaient des détachements des Einsatzgruppen, le Sicherheitsdienst ou SD, l'Ordnungspolizei ou ORPO, appuyées par des forces de police ainsi que des milices auxiliaires lettonnes. La Wehrmacht et la Kriegsmarine ont participé aux exécutions.
Les organisateurs et/ou superviseurs allemands ou lettons de ces massacres sont : Viktors Arājs, Pēteris Galiņš, Fritz Dietrich, Erhard Grauel, Wolfgang Kügler, Hans Kawelmacher, Karl-Emil Strott.

## Victimes

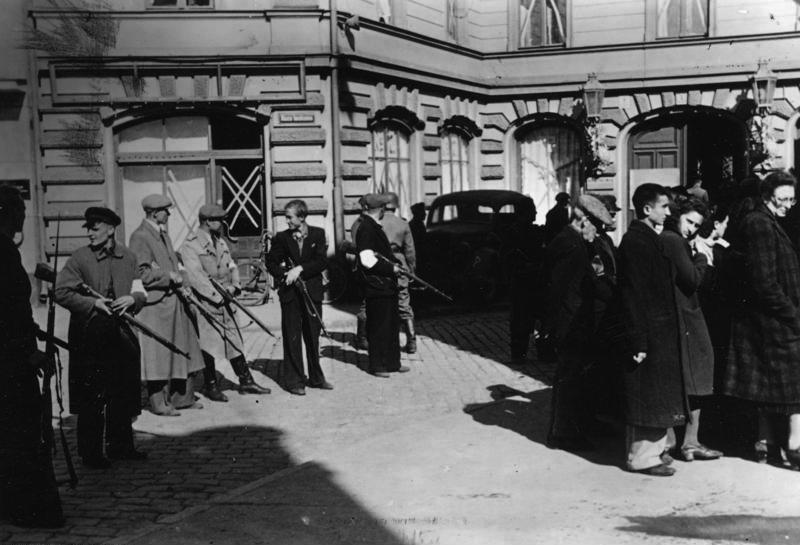
Arrestation de Juifs de Liepaja (Libau) « pour un interrogatoire » (juillet 1941).

Outre des Juifs (environ 5 000), les nazis et leurs collaborateurs lettons ont également tué des Tsiganes (environ 100), des communistes, des malades mentaux (environ 30) et ceux qu'on appelait des « otages ».

Le 4 décembre 1941, Hinrich Lohse publie un décret qui stipule :
« Les gitans qui errent dans la campagne représentent un double danger.
1. En tant que porteurs de maladies contagieuses, en particulier le typhus ; 2. En tant qu'éléments peu fiables qui n'obéissent pas aux réglementations émises par les autorités allemandes, ni ne sont disposés à faire un travail utile. 

Il existe des soupçons fondés selon lesquels ils fournissent des renseignements à l'ennemi et nuisent ainsi à la cause allemande. J'ordonne donc qu'ils soient traités comme des Juifs.»

## Lieux

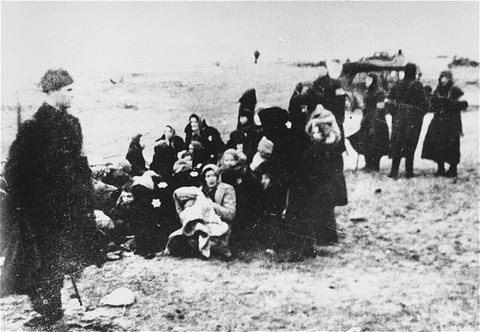
Membre de la milice lettonne gardant des femmes juives et leurs bébés avant leur assassinat sur la plage (15 décembre 1941).

À la différence de la plupart des autres meurtres de la Shoah en Lettonie, les massacres de Liepaja ont été effectués dans des lieux découverts. Environ 5 000 des 5 700 Juifs pris au piège dans Liepāja ont été tués, la plupart d'entre eux en 1941. Les exécutions ont eu lieu dans des endroits très variés dans la ville et au dehors, y compris Rainis Park, dans le centre-ville et les zones proches du port, dans le Stade olympique, dans le cimetière de l'église ou le phare.
Le plus grand massacre, où ont péri 2 731 Juifs et 23 communistes, s'est passé du 15 au 17 décembre 1941 dans les dunes proches de Šķēde, sur un ancien terrain d'entraînement de l'armée lettone.
On en sait davantage sur l'assassinat des Juifs de Liepaja que dans toute autre ville de Lettonie, à l'exception de Riga.

## Dates

### Juin 1941
En Lettonie, la Shoah commence dans la nuit du 23 au 24 juin 1941, lorsqu'à Grobiņa, près de Liepāja, des membres du Sonderkommando 1a tuent six Juifs locaux, dont le pharmacien de la ville, dans le cimetière de l'église. Une fois que Liepāja elle-même tombe le 29 juin 1941, « la chasse aux Juifs a commencé avec les premières heures d'occupation ».  
Le 29 juin 1941, un détachement de l'Einsatzkommando 1a, (EK 1a) sous les ordres du SS- Obersturmbannführer Reichert entre à Liepāja, et commence à tuer dès le lendemain,. 
Les 29 et 30 juin 1941, des soldats allemands tirent au hasard sur des Juifs à Liepāja. Environ 99 Juifs (plus ou moins 30) sont tués dans ces fusillades. Puis les fusillades commencent presque immédiatement en rassemblant des habitants juifs, en raflant les médecins et patients juifs de l'hôpital...

### Juillet 1941
Pendant les combats, les forces soviétiques avaient creusé des tranchées défensives dans le parc Rainis (parc Raiņa) au centre de Liepāja. Les 3 et 4 juillet 1941, lors de leur premier massacre documenté à Liepāja, les hommes EK 1a de Reichert, tous des Allemands du SD, rassemblent des Juifs et les font marcher vers ces tranchées du parc pour les y abattre puis les corps sont poussés à l'intérieur. Le nombre de morts lors de ces tirs n'est pas connu précisément mais les estimations vont de plusieurs dizaines à 300 personnes.
Les premières fusillades perpétrées par Erhard Grauel concernent une trentaine de juifs et de communistes, arrêtés du 5 au 7 juillet et exécutés le 7 juillet 1941, comme « otages », sur la plage dans les dunes près du phare. Les nombres tués dans le massacre d'otages sont estimés entre 15 et 40.
Le ou vers le 7 juillet 1941, Reichert retourne à Liepāja, avec un message de Franz Walter Stahlecker, commandant de l'Einsatzgruppe A, qui accuse Erhard Grauel de ne pas exécuter les gens assez rapidement. Grauel montre alors à Reichert la liste des personnes qu'il avait arrêtées et Reichert coche un certain nombre de noms sur la liste dont il exige qu'ils soient fusillés immédiatement. Grauel a ordonné à son assistant, un certain Neuman, d'organiser une exécution. Les 8, 9 et 10 juillet, les hommes de Grauel abattent 100 hommes, presque entièrement juifs, chaque jour. Ils ont été transportées vers le site d'exécution depuis la prison pour femmes par groupes de 20. 
Grauel est remplacé par le SS Untersturmführer (équivalent à un sous-lieutenant ) Wolfgang Kügler le 10 ou 11 juillet. Sous la supervision de Kügler, les massacres se produisent à un rythme d'environ deux fois par semaine. Puis les fusillades de petits groupes de Juifs se poursuivent après le 10 juillet, tous les soirs, toujours  organisés par Kügler. Le nombre total de victimes s'élèvent à environ 387 personnes, plus ou moins 130.
Après la nomination de Hans Kawelmacher, le 16 juillet 1941, des arrestations massives de Juifs ont lieu à Liepāja jusqu'au 25 juillet 1941. Les fusillades se déroulent les 24 et 25 juillet pour près d'un millier de victimes. 

### Août 1941
Les tueries se poursuivient en août après la première action des Arājs, mais à une échelle moindre. Du 30 août au 10 décembre 1941, un grand nombre de fusillades font périr environ 600 Juifs, 100 communistes et 100 Roms,. Les estimations du nombre total de victimes jusqu'au 15 août 1941 s'élèvent à 153 personnes plus ou moins 68.  

### Décembre 1941
Le plus grand des massacres de Liepāja a lieu sur la plage, au nord de la ville, sur trois jours du lundi 15 décembre au mercredi 17 décembre 1941 ; les Juifs ont été arrêtés la veille et interdits de quitter leur logement l'avant-veille. 

## Massacre de la plage de Šķēde

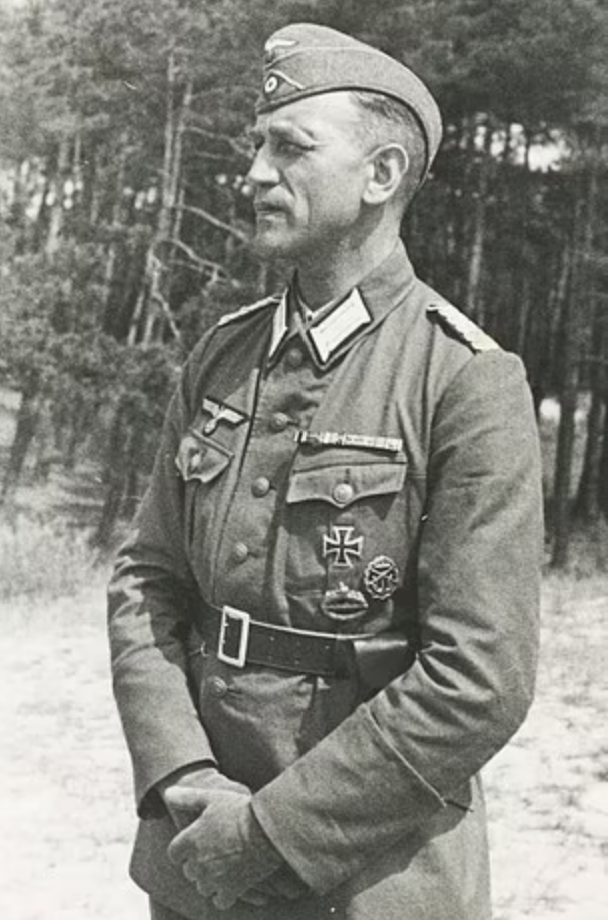
Dr. Hans Kawelmacher (1940)

Le 16 juillet 1941, le capitaine de frégate Dr. Hans Kawelmacher est nommé commandant de la marine allemande à Liepāja. Le 22 juillet, Kawelmacher envoie un télégramme au commandement baltique de la marine allemande à Kiel, qui déclare qu'il veut que 100 SS et cinquante hommes Schutzpolizei (police de protection) soient envoyés à Liepāja pour un « problème juif à mise en œuvre rapide ».  Par « mise en œuvre rapide », Kawelmacher veut dire « mise à mort accélérée ». Les arrestations massives d'hommes juifs commencent immédiatement à Liepāja et se poursuivent jusqu'au 25 juillet 1941.  L' Arājs Kommando est amené de Riga pour effectuer les fusillades, qui ont eu lieu les 24 et 25 juillet. Environ 910 hommes juifs sont exécutés,.
Cette première action d'Arājs a ensuite été décrite par Georg Rosenstock, le commandant de la deuxième compagnie du 13e bataillon de réserve de police, qui a témoigné après la guerre que lorsque lui et son unité sont arrivés à Liepāja en juillet 1941, ils avaient entendu de certains marins de passage que des Juifs étaient continuellement exécutés dans la ville, et qu'on sortait pour regarder les exécutions. Quelques jours plus tard, le samedi 24 juillet 1941, Rosenstock voit des Juifs (qu'il identifie par les étoiles jaunes sur leurs vêtements) accroupis à l'arrière d'un camion, gardés par des Lettons armés. Rosenstock, qui était lui-même dans un véhicule, a suivi le camion au nord de la ville jusqu'à la plage près de la base navale, où il a vu Kügler, des hommes du SD et un certain nombre de Juifs, ces derniers étant accroupis sur le sol, en devant marcher par groupes d'une dizaine jusqu'au bord d'une fosse où ils sont abattus par des civils lettons. La zone d'exécution est visitée par des dizaines de spectateurs allemands de la Marine et de la Reichsbahn [chemin de fer national allemand]. 
Le chef SS de la police Fritz Dietrich met à disposition tous les effectifs dont il dispose : la Schutzpolizei-Dienstabteilung, la Hilfspolizei des SD (police auxiliaire du SD) lettone et le bataillon de police letton n°21.
La majeure partie des 2 772 (ou 2 749 selon les sources) personnes juives assassinées à Šķēde sont des femmes et des enfants de moins de 13 ans,. Elles doivent parcourir à pied ou en camion les 12 km qui les séparent de la plage de Šķēde. 
Des photographies sont prises par Carl-Emil Strott, un SS-Oberscharführer, essayant de mettre en évidence la présence et l'action de soldats lettons reconnaissables à leurs brassards rouges et blancs, et retraçant fidèlement le mode opératoire.
À l'arrivée, les soldats demandent aux jeunes de se déshabiller complètement, tandis que les plus âgées et les plus jeunes peuvent garder leurs sous-vêtements. Il fait très froid ce jour-là de décembre, et le vent souffle. Les femmes sont ensuite alignées devant les fosses, leurs enfants sur les épaules, et chaque victime est assassinée par deux tireurs. Une personne est chargée ensuite de faire rouler les corps dans la fosse, et de déplacer un drapeau signalant l'emplacement pour le prochain groupe de victimes.

### Bibliographie

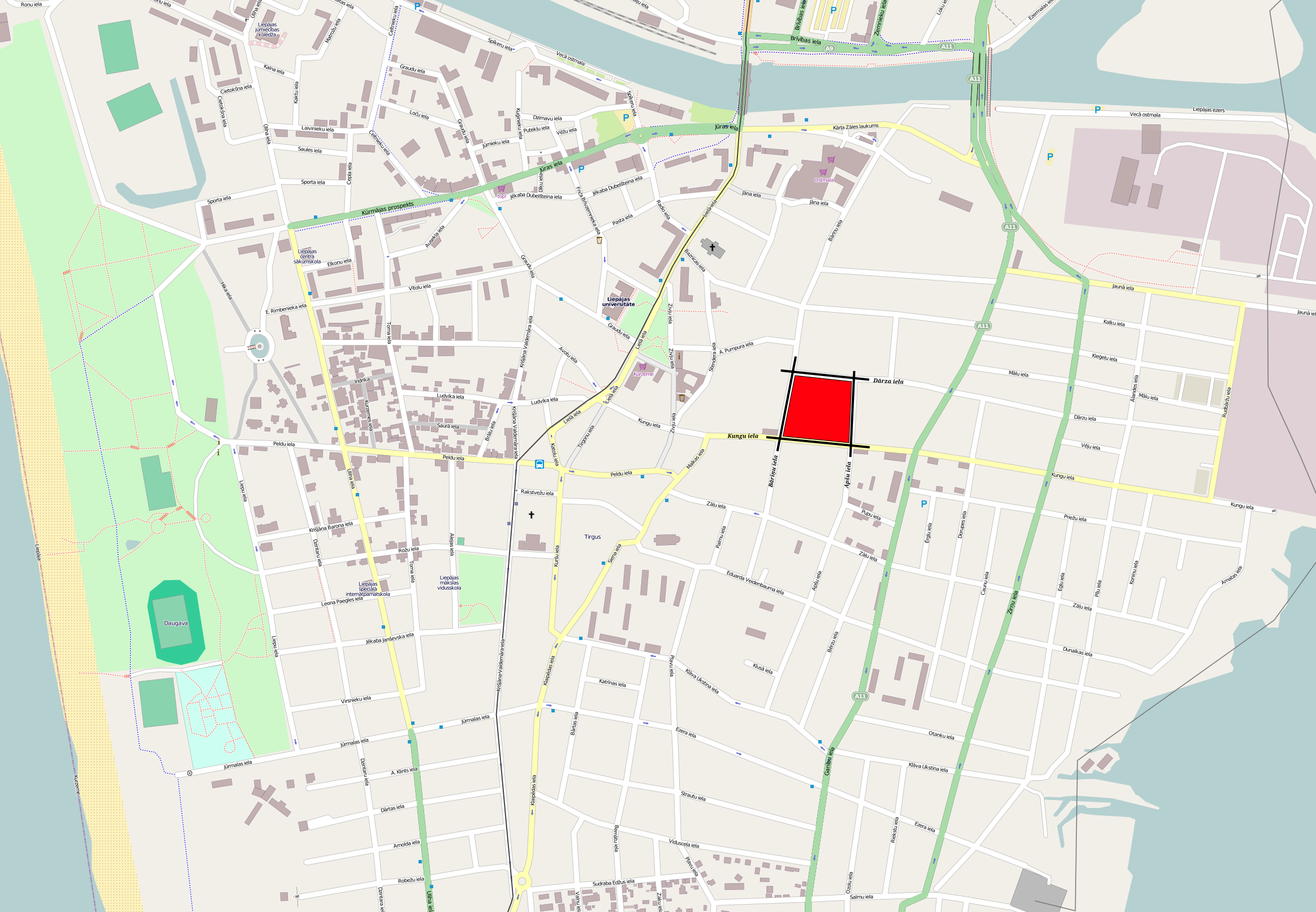
Localisation du ghetto juif (1942/1943) de Liepāja